# Château de Calvières (Saint-Laurent-d'Aigouze)
Pour les articles homonymes, voir Château de Calvières.
Le Château de Calvières est un château situé à Saint-Laurent-d'Aigouze, dans le département du Gard et la région Occitanie. Il est aujourd'hui propriété d'une société privée.
Ce château fait l’objet d’une inscription au titre des monuments historiques depuis le 9 avril 2001.
Il peut se visiter lors des Journées européennes du patrimoine.

## Lieu de tournage
Depuis le mois de juillet 2020, le château abrite le tournage de la série Ici tout commence, diffusée sur TF1.